# Johann Evangelist Lettenbauer
Johann Evangelist Lettenbauer (* 16. Dezember 1883; † 1969) war Opfer eines Justizirrtums in Deutschland.
1947 wurde Lettenbauer wegen Mordes an seiner Tochter Maria und seinem Enkel Arthur in Oberreitnau verurteilt. Seither war er zehn Jahre im Zuchthaus, dreieinhalb Jahre in einer Heil- und Pflegeanstalt  und dreieinhalb Jahre auf Grund gerichtlicher Auflage in einem Altersheim untergebracht. Im März 1965 wurde der Fall nach einer erneuten Zeugenaussage – die ursprüngliche war in den Jahren 1949/50 noch weitgehend ignoriert worden – neu aufgerollt und gegen den teilweise geständigen Haupttatverdächtigen, den seinerzeit 18-jährigen Wanderarbeiter Manfred Jung, ermittelt. Am 10. August 1965 wurde Lettenbauer in einem Wiederaufnahmeverfahren vor einem Schwurgericht in Kempten/Allgäu wegen erwiesener Unschuld freigesprochen. Er erhielt 1965 vom Land Bayern eine Haftentschädigung von 50.000 D-Mark sowie 1967 vom Land Baden-Württemberg eine zusätzliche Schadensersatzzahlung von 60.000 DM aufgrund einer fahrlässigen Amtspflichtverletzung des Leiters der Ravensburger Kriminalpolizei, der zu seiner Verurteilung geführt hatte.